# Апостольский экзархат Канады (сиро-католический)
Апостольский экзархат Канады (лат. Exarchatus Apostolicus pro fidelibus ritus Antiocheni Syrorum in Canada) — апостольский экзархат Сирийской католической церкви с центром в городе Монреаль, Канада.

## История
7 января 2016 года Папа Римский Франциск учредил апостольский экзархат для верующих Сирийской католической церкви, проживающих в Канаде, выделив его из епархии Пресвятой Девы Марии Избавительницы в Ньюарке.

## Ординарии апостольского экзархата
- епископ Антоний Нассиф (с 7 января 2016 года).

## Источник
- Бюллетень «Stampa della Santa Sede» об учреждении апостольского экзархата (итал.)